# ورا نیکولیچ
ورا نیکولیچ (انگلیسی: Vera Nikolić؛ ۲۳ سپتامبر ۱۹۴۸ – ۲۸ ژوئن ۲۰۲۱) دونده زن اهل یوگسلاوی بود.